# Histiogaster
Histiogaster  (лат.) — род клещей семейства Acaridae.  
В состав рода включают четыре вида:
- Histiogaster bacchus Zachvatkin, 1941 — Винный клещ. Вредитель повреждает пищевые продукты, в основном, вино.
- Histiogaster carpio (Kramer, 1882)
- Histiogaster ocellata Vitzthum, 1926
- Histiogaster silenus Zachvatkin, 1941